# Tappström (bostadsområde)

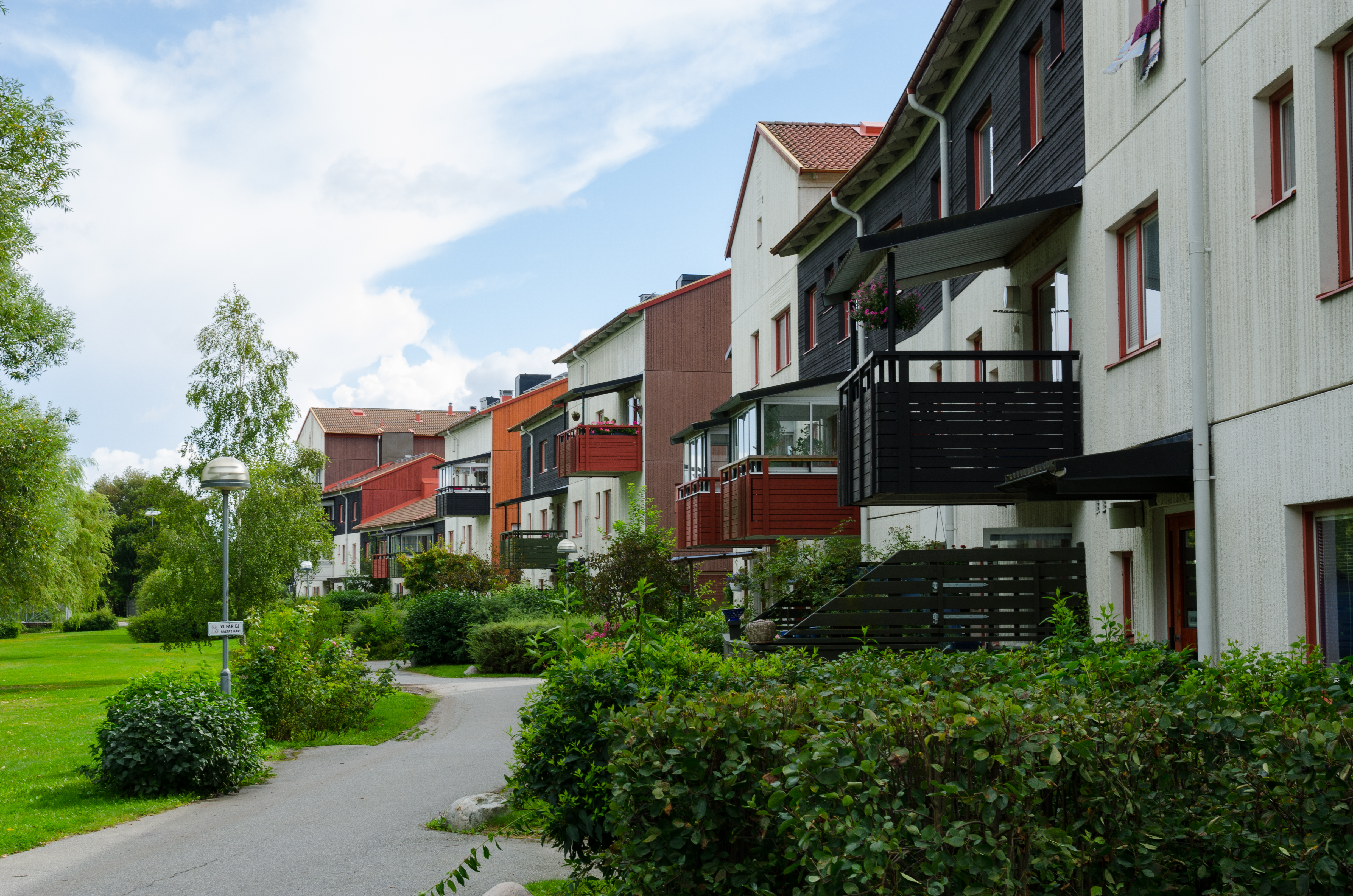
Bostadsområdet Tappström.

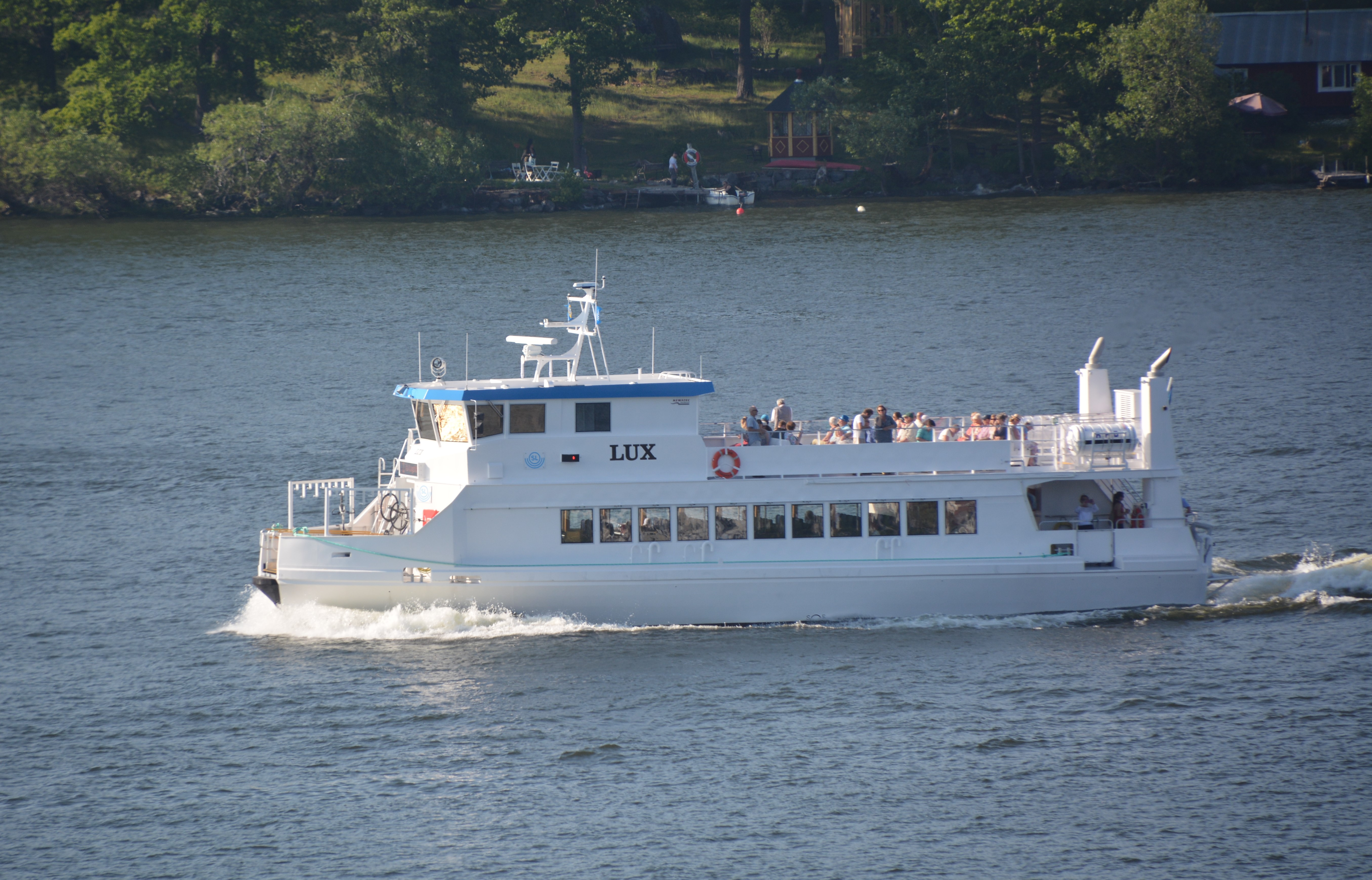
M/S Lux på Pendelbåtslinje 89 mellan Tappström och Klara Mälarstrand i Stockholm.

Tappström är en del av tätorten Ekerö inom Ekerö kommun i Stockholms län. Tappström utgjorde egen tätort fram till 1975.
Mellan Tappström och Stadshuskajen i Stockholm går Storstockholms Lokaltrafiks pendelbåtlinje 89, som trafikeras av bland andra M/S Lux.

## Befolkningsutveckling
| Befolkningsutvecklingen i Tappström 1960–1965 | Befolkningsutvecklingen i Tappström 1960–1965 | Befolkningsutvecklingen i Tappström 1960–1965 | Befolkningsutvecklingen i Tappström 1960–1965 | Befolkningsutvecklingen i Tappström 1960–1965 |
| --------------------------------------------- | --------------------------------------------- | --------------------------------------------- | --------------------------------------------- | --------------------------------------------- |
|                                               |                                               |                                               |                                               |                                               |
| År                                            |                                               |                                               | Folkmängd                                     | Areal (ha)                                    |
| 1960                                          | 1960                                          |                                               | 343                                           | 127                                           |
| 1965                                          | 1965                                          |                                               | 1 111                                         | 136                                           |
| Anm.: Sammanvuxen med Ekerö 1975.             |                                               |                                               |                                               |                                               |